# Giuseppe Maria Palatucci
Giuseppe Maria Palatucci OFM Conv. (25. dubna 1892, Montella – 31. března 1961, Campagna) byl františkánský duchovní, biskup města Campagna a zachránce tisíců Židů před holokaustem.

## Život
Mladý Giuseppe Maria Palatucci záhy vstoupil k minoritům a 29. května 1915 se stal řádovým knězem. 20. září 1937 jej papež Pius XI. jmenoval biskupem Campagna. Vysvěcen a slavnostně uveden do úřadu byl 28. listopadu téhož roku, jeho hlavním světitelem byl kardinál Alessio Ascalesi.
Biskup Palatucci se účastnil za druhé světové války velkolepého projektu na záchranu Židů. Jeho synovec Giovanni Palatucci byl policejní důstojník, velitel policie ve městě Fiume. To se plnilo obrovským množstvím uprchlíků, včetně velkého množství Židů, kteří měli být vytříděni a deportováni do německých vyhlazovacích táborů, na což měl mladý Palatucci dohlížet.
Ten však namísto toho využil své pozice k likvidaci evidence o židovských uprchlících, které pak s falešnými doklady posílal do střední Itálie, kde pro ně biskup Palatucci nejprve sám z diecézních prostředků a posléze s vědomím a finanční podporou papeže Pia XII. zřizoval chráněné uprchlické tábory. Celkem se v nich zachránilo přes 5000 Židů. Jeho synovec, který se i jinak účastnil protinacistického odboje, byl nakonec odhalen jako nepřítel Říše a zemřel v koncentračním táboře v Dachau.